# ديفيد فلينت
ديفيد فلينت (بالإنجليزية: David Edward Flint)‏ هو أكاديمي ومحامي أسترالي، ولد في 7 مارس 1938.

## وصلات خارجية
- الموقع الرسمي